# Número normal
En matemáticas, un número normal es un número real cuyas cifras en cualquier base siguen una distribución uniforme, siendo todas las cifras igualmente probables, así como todos los pares, tríos, etc. Las cifras de ese número son tanto las de su parte entera como la sucesión infinita de dígitos que hay detrás de la coma o parte fraccionaria.

## Definición
Sea b > 1 un número entero y x un número real. Consideremos la sucesión de cifras de x en la base de numeración b. Si s es una sucesión finita de cifras en base b, escribiremos N(s, n) para expresar el número de apariciones de la sucesión s entre las n primeras cifras de x. El número x se considera normal en base b (b-normal) si

{\displaystyle \lim _{n\to \infty }{\frac {N(s,n)}{n}}={\frac {1}{b^{k}}}}

para cada sucesión s de longitud k. Expresado en palabras, la probabilidad de encontrar la sucesión s entre las cifras de x es precisamente la esperada si la sucesión de cifras ha sido producida completamente de forma aleatoria. El número x es un número normal (o un número absolutamente normal) si es normal en cualquier base b.
El concepto fue introducido por el matemático francés Émile Borel en 1909. Mediante el lema de Borel-Cantelli, demostró el teorema del número normal: casi todos los números reales son normales, en el sentido de que el conjunto de números no normales tiene una medida de Lebesgue igual a cero. Este teorema establece la existencia de los números normales, pero no es constructivo.
Aunque el conjunto de números no normales es "pequeño" en el sentido de que su medida de Lebesgue es 0, también es "grande" por ser un conjunto no numerable. Esto es fácil de demostrar, ya que un número que no contenga una determinada cifra (como puede ser el 5) en su desarrollo decimal (y hay un número incontable de ellos) no puede ser normal.

## Ejemplos
Según la definición, en el sistema binario, las cifras 0 y 1 de un número normal aparecen con frecuencia 1⁄2., las sucesiones finitas de dos cifras 00, 01, 10 y 11 aparecen con frecuencia 1⁄4, las sucesiones de tres cifras 000, 001, 010, 011, 100, 101, 110 y 111 aparecen con frecuencia 1⁄8, etc. Así, el número 0,101010101... no es normal porque, aunque el 0 y el 1 aparecen con la frecuencia esperada, no existen las secuencias 00 y 11, y las secuencias 01 y 10 tienen cada una frecuencia de aparición de 1⁄2, el doble de la esperada.
- Ningún número racional es normal en ninguna base. Esto es así porque su desarrollo decimal es periódico a partir de cierta posición. El ejemplo anterior de 0,101010101... es un número racional que equivale a 2⁄3 en el sistema decimal.

- El número de Champernowne,

0,1234567891011121314151617...,
que contiene en su desarrollo decimal la concatenación de todos los números naturales ordenados, es normal en base 10, pero podría no serlo en otras bases.
- La constante de Copeland–Erdős,

0.235711131719232931374143...,
que contiene la concatenación de los números primos en base 10 también es normal en base 10.
- Wacław Sierpiński fue el primero en construir explícitamente un número normal en 1917. Un número normal calculable fue construido por Verónica Becher y Santiago Figueira; un ejemplo de número normal no calculable es el dado por la constante de Chaitin {\displaystyle \Omega \,}.

- Los números de Stoneham son un conjunto infinito y numerable de números b-normales.

Es extremadamente difícil demostrar la normalidad de números que no han sido construidos de forma explícita. Por ejemplo, no se sabe si √2, π, ln(2) o e son normales, pero, conforme a la experiencia, se conjetura que todos ellos lo son. David H. Bailey y Richard E. Crandall conjeturaron en 2001 que todo número algebraico irracional es normal; aunque no se conoce ningún contraejemplo, tampoco se conoce un solo caso de número algebraico que sea normal en alguna base.

### Normalidad del número π
La siguiente tabla muestra la aparente 10-normalidad de las cifras de {\displaystyle \pi }:
| Secuencia | Ocurrencias  | Secuencia | Ocurrencias  | Secuencia | Ocurrencias  |
| --------- | ------------ | --------- | ------------ | --------- | ------------ |
| 0         | 99 993 942   | 00        | 10 004 524   | 000       | 1 000 897    |
| 1         | 99 997 334   | 01        | 9 998 250    | 001       | 1 000 758    |
| 2         | 100 002 410  | 02        | 9 999 222    | 002       | 1 000 447    |
| 3         | 99 986 911   | 03        | 10 000 290   | 003       | 1 001 566    |
| 4         | 100 011 958  | 04        | 10 000 613   | 004       | 1 000 741    |
| 5         | 99 998 885   | 05        | 10 002 048   | 005       | 1 002 881    |
| 6         | 100 010 387  | 06        | 9 995 451    | 006       | 999 294      |
| 7         | 99 996 061   | 07        | 9 993 703    | 007       | 998 919      |
| 8         | 100 001 839  | 08        | 10 000 565   | 008       | 999 962      |
| 9         | 100 000 273  | 09        | 9 999 276    | 009       | 999 059      |
| __        | __           | 10        | 9 997 289    | 010       | 998 884      |
| __        | __           | 11        | 9 997 964    | 011       | 1 001 188    |
| __        | __           | ...       | ...          | ...       | ...          |
| __        | __           | 99        | 10 003 709   | 099       | 999 201      |
| __        | __           | __        | __           | ...       | ...          |
| __        | __           | __        | __           | 999       | 1 000 905    |
| Total     | 1000 000 000 | Total     | 1000 000 000 | Total     | 1000 000 000 |
Sin embargo, hasta la fecha, no existe ninguna demostración formal de que efectivamente sea un número normal.
- Datos: Q902708